# Кудрявцево (Судогодский район)
Кудрявцево — деревня Судогодского района Владимирской области России, входит в состав Муромцевского сельского поселения.

## География
Деревня расположена в 16 км на юго-запад от райцентра города Судогда. 

## История
В XIX — первой четверти XX века деревня входила в состав Бережковской волости Судогодского уезда, с 1926 года — в составе Судогодской волости Владимирского уезда. В 1859 году в деревне числилось 10 дворов, в 1905 году — 15 дворов, в 1926 году — 16 дворов.
С 1929 года деревня входила в состав Вольно-Артемовского сельсовета Судогодского района, с 1979 года — в составе Беговского сельсовета, с 2005 года — в составе Муромцевского сельского поселения.

## Население
| 1859 | 1905 | 1926 | 2002 |
| ---- | ---- | ---- | ---- |
| 81   | 73   | 75   | 6    |

| 1859 | 1905 | 1926 | 1959 | 1970 | 1979 | 1983 |
| ---- | ---- | ---- | ---- | ---- | ---- | ---- |
| 81   | ↘73  | ↗75  | ↘44  | ↘19  | ↘9   | ↘5   |
| 2002 | 2010 | 2021 |      |      |      |      |
| ↗6   | ↗7   | ↘2   |      |      |      |      |